# The Central Park Concert
The Central Park Concert è un album live della Dave Matthews Band.
Registrato il 24 settembre, 2003 sul grande prato del Central Park di New York, di fronte a una folla di quasi 100.000 persone, il pubblico più numeroso mai avuto dalla band. I biglietti gratuiti per il concerto vennero distribuiti ai membri della Warehouse Fan Association e sebbene il concerto fosse gratuito, fu fatto per beneficenza, per le scuole pubbliche di New York City.
Warren Haynes dei Gov't Mule è ospite alla chitarra elettrica e voce su due canzoni.
Il concerto fu trasmesso in broadcast su Internet su America Online.

## Tracce

### Disc 1
1. Don't Drink the Water — 10:09
2. So Much to Say — 4:14
3. Medley: Anyone Seen the Bridge?, Too Much — 6:41
4. Granny — 4:32
5. Crush — 11:19
6. When The World Ends — 3:54

### Disc 2
1. Dancing Nancies — 9:47
2. Warehouse — 9:40
3. Ants Marching — 5:51
4. Rhyme and Reason — 5:36
5. Two Step — 18:56
6. Help Myself — 5:23

### Disc 3
1. Cortez the Killer (Young) — 10:52
  - con Warren Haynes alla chitarra e voce
2. Jimi Thing — 16:39
  - con Warren Haynes alla chitarra
  - include estratti di For What It's Worth
3. What Would You Say — 5:27
4. Where Are You Going? — 3:53
5. All Along the Watchtower (Dylan) — 12:59
  - con un'introduzione di basso da The Star-Spangled Banner eseguita da Stefan Lessard
6. Grey Street — 4:58
7. What You Are — 6:40
8. Stay (Wasting Time) — 6:59

## Formazione
- Carter Beauford — Percussioni, Batteria, Voce
- Stefan Lessard — Basso
- Dave Matthews — Chitarra, Voce
- LeRoi Moore — Sassofono, Voce
- Boyd Tinsley — Violino, Voce

Ospiti:
- Butch Taylor — Tastiere
- Warren Haynes — Chitarra elettrica, Voce